# Microctenopoma
Microctenopoma – rodzaj słodkowodnych ryb z rodziny błędnikowatych.

## Klasyfikacja
Gatunki zaliczane do tego rodzaju:
- Microctenopoma ansorgii – buszowiec Ansorga[3]
- Microctenopoma congicum – buszowiec kongijski[4]
- Microctenopoma damasi
- Microctenopoma fasciolatum – buszowiec pręgowany[potrzebny przypis]
- Microctenopoma intermedium
- Microctenopoma lineatum
- Microctenopoma milleri
- Microctenopoma nanum
- Microctenopoma nigricans
- Microctenopoma ocellifer
- Microctenopoma pekkolai
- Microctenopoma uelense